# Parlamentswahl in Italien 1861
- PA: 14
- Sinistra: 62
- Unabh.: 25
- Destra: 342

Die Parlamentswahl in Italien 1861 fand am 27. Januar und am 3. Februar 1861 statt. Es war die erste landesweite Wahl im 1861 gegründeten Königreich Italien. 
Die Legislaturperiode des gewählten Parlaments dauerte vom 18. Februar 1861 bis zum 7. September 1865.

## Ergebnisse
418.696 Personen (1,92 % der Bevölkerung) besaßen das Wahlrecht. Davon beteiligten sich 239.583 (57,2 %) an der Wahl.
| Partei             | Anzahl der Stimmen | %      | Mandate |
| ------------------ | ------------------ | ------ | ------- |
| Historische Rechte | N/A                | 46,1 % | 342     |
| Historische Linke  | N/A                | 20,4 % | 62      |
| Partito d’Azione   | N/A                | 2,3 %  | 14      |
| Unabhängige        | N/A                | 3,9 %  | 25      |
| Sonstige           | N/A                | 27,3 % | –       |
| Insgesamt          | 239.583            | 100    | 443     |

Die Historischen Rechten hatten, obwohl sie relativ knapp unter 50 % lagen, fast 80 % der Sitze erhalten. Sie hatten vor allem viel Zuspruch im Norden (52,5 %) und in Mittelitalien (68 %).